# László Tompa
Tompa László (n. 14 decembrie 1883, Betești – d. 13 mai 1964, Odorheiu Secuiesc) a fost un poet și traducător maghiar din Transilvania.

## Biografie
Tompa László s-a născut în Betești-Harghita. A urmat clasele elementare la Sighișoara, pe cele gimnaziale la Cristuru Secuiesc. A absolvit Liceul de Stat din Sibiu (1902), după care a urmat Facultatea de Drept a Universității din Cluj (1907).
A fost tatăl regizorului Miklós Tompa (1910-1996) și bunicul lui Gábor Tompa (n. 1957), regizor maghiar din România, director general al Teatrului Maghiar de Stat din Cluj

## Distincții
- Ordinul Muncii clasa I (9 iunie 1954) „pentru activitate îndelungată și pentru merite deosebite pe tărîmul creației literare”[6]

## Opere publicate
- Erdély hegyei között (1921)
- Éjszaki szél (1923)
- Ne félj. Versek  (1929)
- Hol vagy, ember (1940)
- Válogatott versek (1944)
- Régebbi és újabb versek (1955)
- Legszebb versei (1962)
- Versek (1963)
- Tavaszi eső zenéje ( 1980)
- Erdélyi végzet alatt (2007)
- Válogatott versek  (2014)